# Lechința, Bistrița-Năsăud
Lechința (în maghiară Szászlekence, Lekence, în dialectul săsesc Lachenz, în germană Lechnitz, în trad. "Pârâul uscat") este satul de reședință al comunei cu același nume din județul Bistrița-Năsăud, Transilvania, România.

## Date geografice
Localitatea este situată în partea de sud-vest a județului Bistrița-Năsăud, la 28 km de municipiul Bistrița și la 28 km de orașul Beclean, într-o zonă preponderent deluroasă, cu altitudini cuprinse între 450–550 m.

## Istoric
Amplasarea localității în zona de deal-câmpie și climatul favorabil, au condiționat popularea și apariția unei așezări umane încă din cele mai vechi timpuri. Aici au fost găsite topoare din piatră găurită și ceramică din epoca neolitică.
Cel mai vechi document istoric care atestă comunitatea săsească de aici datează din anul 1333, când listele unei conscripții papale înregistrează un Johannes plebanus de Lekenche. Localitatea făcea parte în acea perioada din comitatul Dăbâca, moșia fiind împărțită între mai mulți proprietari.
În anul 1453 a primit dreptul de târg.
În anul 1472 regele Matia Corvinul a acordat dreptul de patronat al consiliului orașului Bistrița asupra bisericii din Lechința.
În anul 1454 a primit dreptul ius gladii, adică de a pronunța pedeapsa capitală.
Între 1554 și 1565 a activat ca paroh Christian Pomarius, umanist și promotor al lutheranismului în Transilvania, cel care, în calitate de notar, a organizat arhivele orașelor Bistrița, Cluj și Brașov.
În anul 1602 localitatea a fost prădată și distrusă aproape în întregime de mercenarii generalului Giorgio Basta.
La data de 8 august 1999 Biserica Evanghelică a fost predată de comunitatea săsească împuținată bisericii reformate din localitate, care nu dispunea de lăcaș de cult. 

## Demografie
- La recensământul din 1941 avea o populație de 2474 locuitori dintre care: 1076 sași, 705 români, 302 țigani, 289 maghiari și 102 evrei.
- La recensământul din 2002 avea o populație de 2795 locuitori dintre care: 2119 români, 566 țigani, 101 maghiari și 9 sași.

Componența etnică a satului Lechința (1941)
     Sași (43,49%)
     Români (28,49%)
     Romi (12,2%)
     Maghiari (11,72%)
     Evrei (4,12%)
Componența etnică a satului Lechința (2002)
     Români (75,81%)
     Romi (20,25%)
     Maghiari (3,62%)
     Sași (0,32%)

## Agricultura
Este o zonă cu tradiție în cultivarea viței de vie. Vinul de Lechința a fost premiat cu diferite medalii.

## Cadrul natural
Substratul litologic se caracterizează prin faciesuri argiloase, mănoase și conglomeratice, aparținând panonianului, sarmațianului, prezente atât pe culmile dealurilor, cât și pe versanți. Din aceste depozite s-au format sedimentele de solificar, fie direct pe acestea, fie prin remanierea pe versanți, sub formă de deluvii și coluvii
Tipurile de sol: soluri brune argilo-iluviale, brune luvice (podzolite), brune eu-mezobazice, regosolurile și solurile antropice.
Relieful este exclusiv deluros, cuprinzând în partea estică dealurile de tip subcarpatic (Dealurile Bistriței și dealurile Mureșului), iar în partea vestică colinele înalte ale Câmpiei Transilvaniei de est (Dealurile Jimborului, dealurile Lechinței, Colinele Comlodului, Colinele Mădărașului. Aceste dealuri și coline au în general la nivelul culmilor altitudini de 450–600 m și versanți moderat sau puternic înclinați (5°-25°).
Hidrografia beneficiază de tronsoanele celor două importante râuri: Someșul Mare și Mureșul. Ea este completată de stratele acvifere freatice și de bună calitate, intercalate. Întreaga regiune este bine aprovizionată cu apă.
Climatul este tipic temperat, moderat continental, cu ierni aspre și veri relativ calde și umede, dar continuate cu toamne calde, până în octombrie inclusiv.

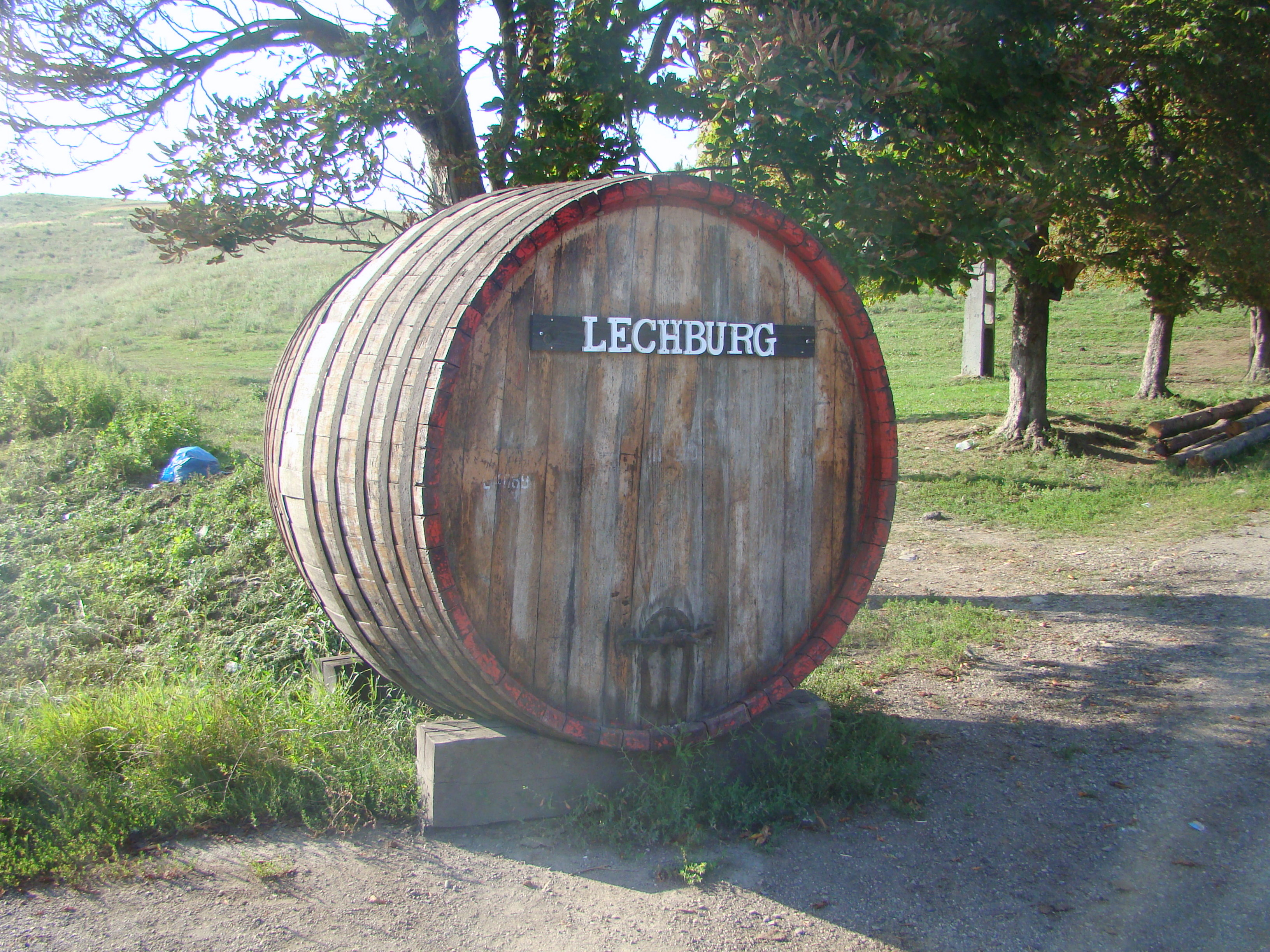
Simbolul podgoriei Lechința

Viticultura acestei zone s-a dezvoltat sub influența unor condiții termice mai puțin prielnice decât restul Transilvaniei, care au putut fi învinse prin atenta alegere a locurilor de plantare a vițelor. Din acest motiv, viile Lechinței apar ca adevărate oaze fixate pe coastele sudice ale dealurilor, cu largi deschideri spre soare și lumină.
La baza vinurilor produse la Lechința, Teaca și Bistrița stă același soi, „Feteasca alba”, deopotrivă de valoros prin însușirile sale de rezistență la temperaturile mai scăzute din timpul iernii, prin buna capacitate de acumulare a zahărului în struguri și prin vocația de a produce vinuri de înaltă calitate.

## Monumente
- Biserica fortificată din Lechința (sec. al XIV-lea), inițial romano-catolică, apoi evanghelică CA, în prezent folosită de Biserica Reformată din România

## Galerie de imagini

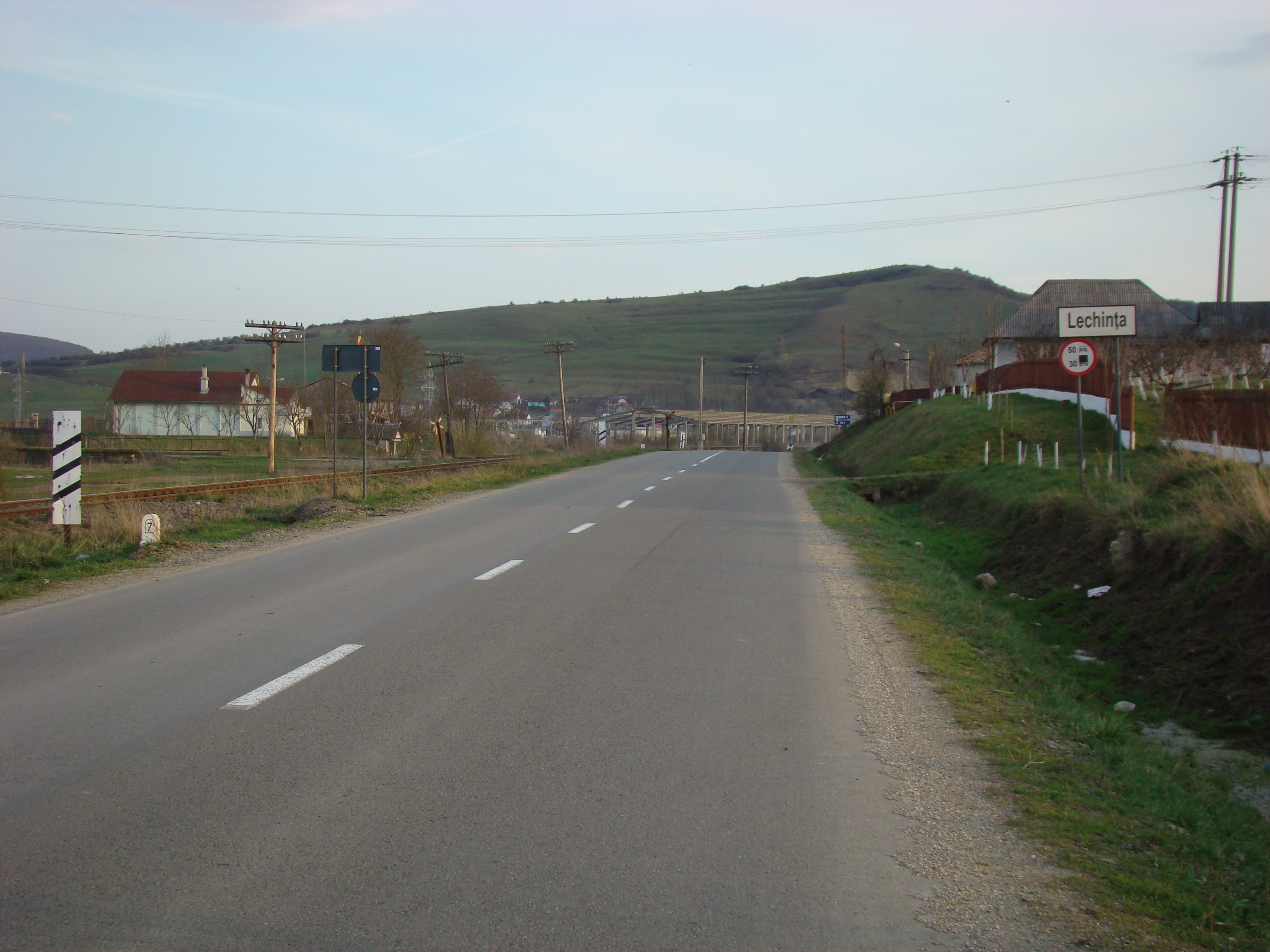
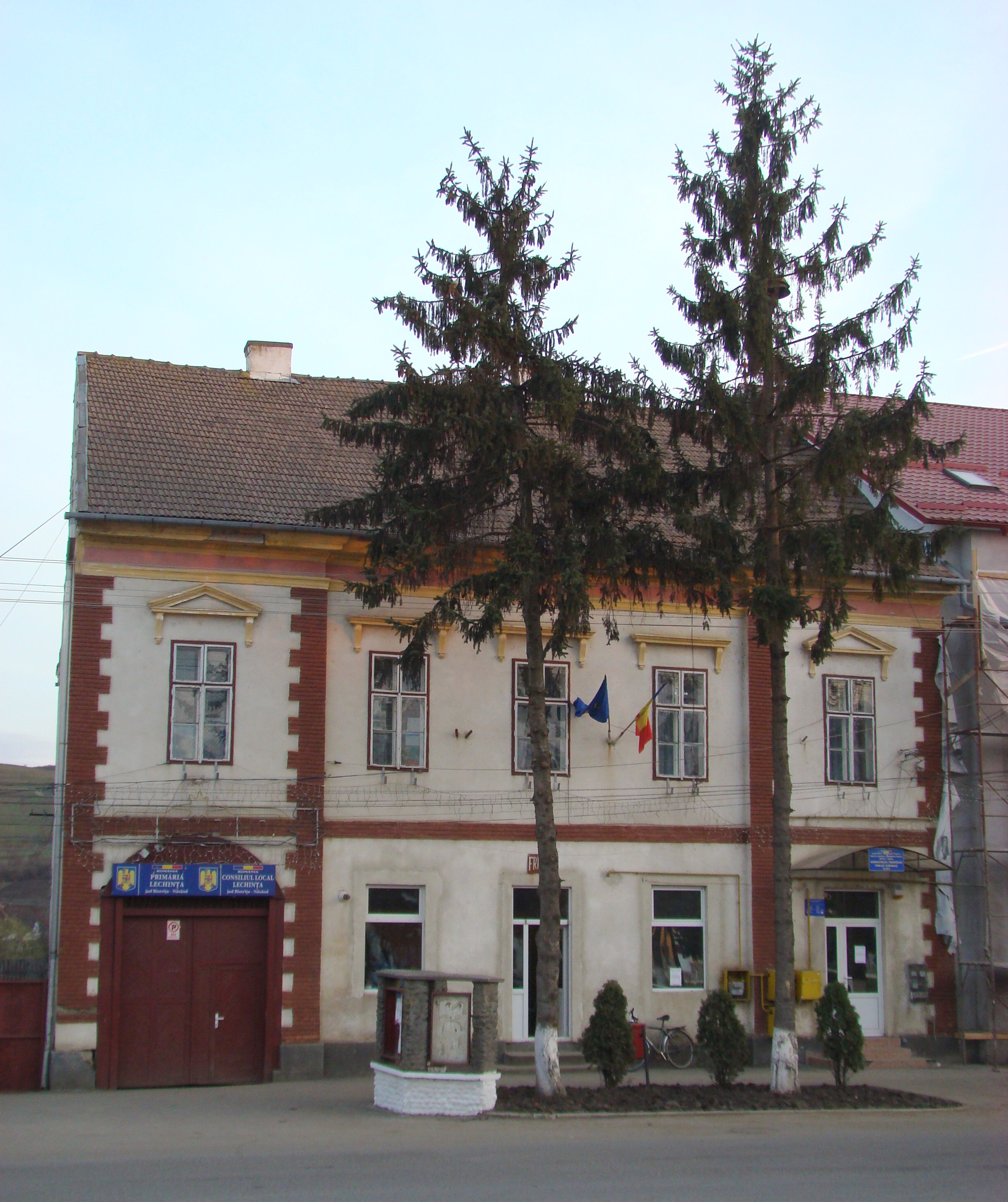
Primăria comunei Lechința
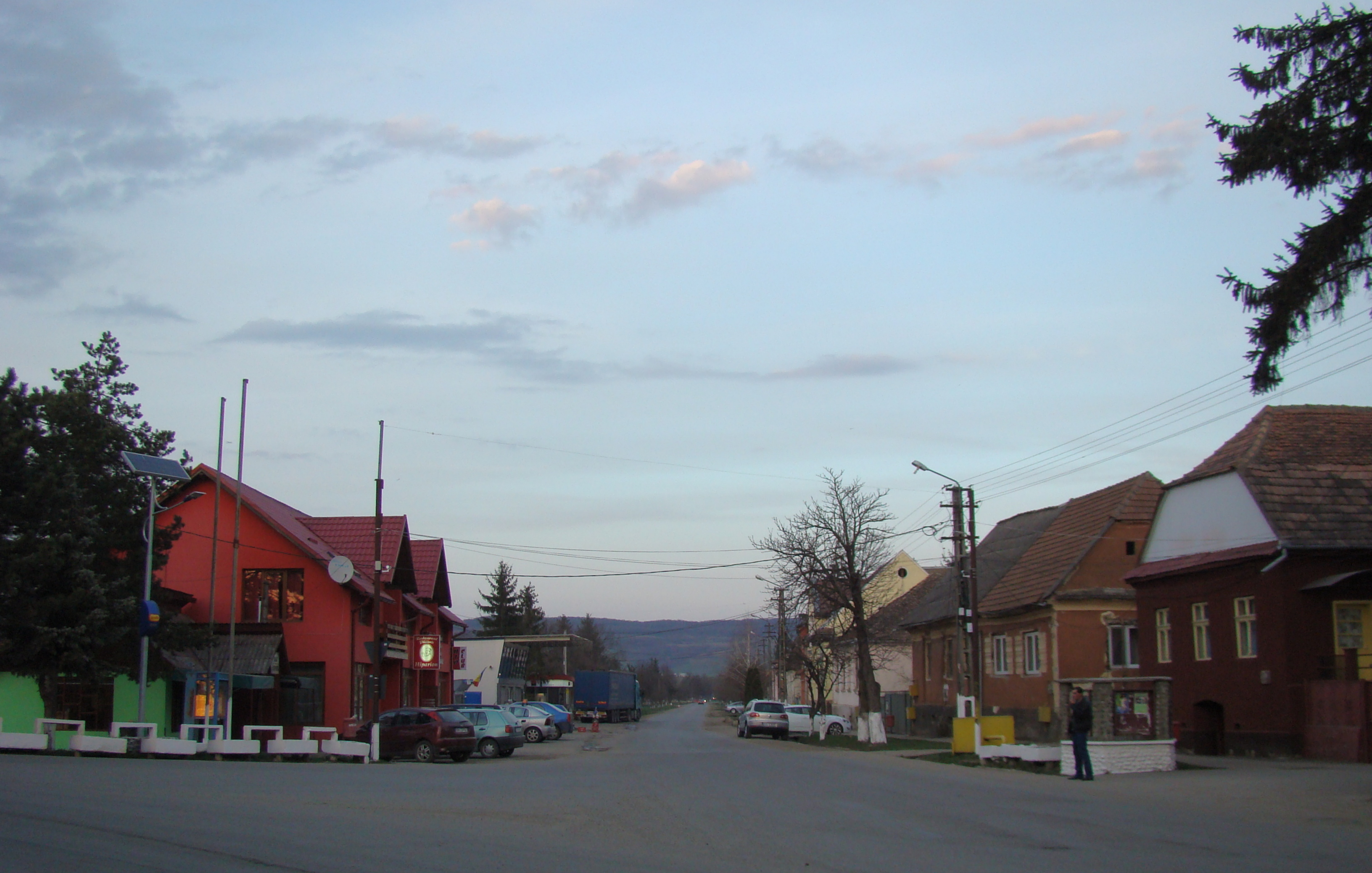
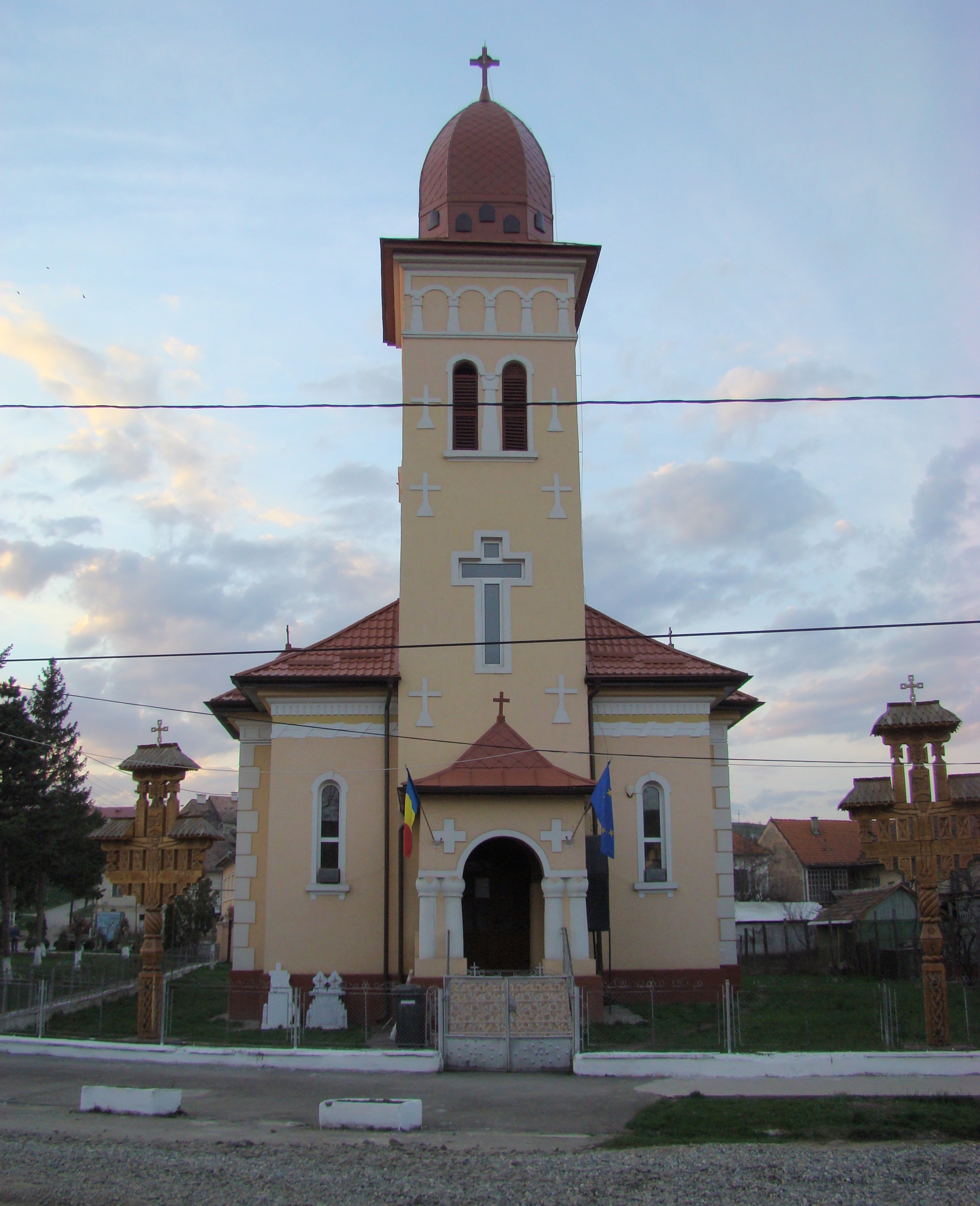
Biserica ortodoxă
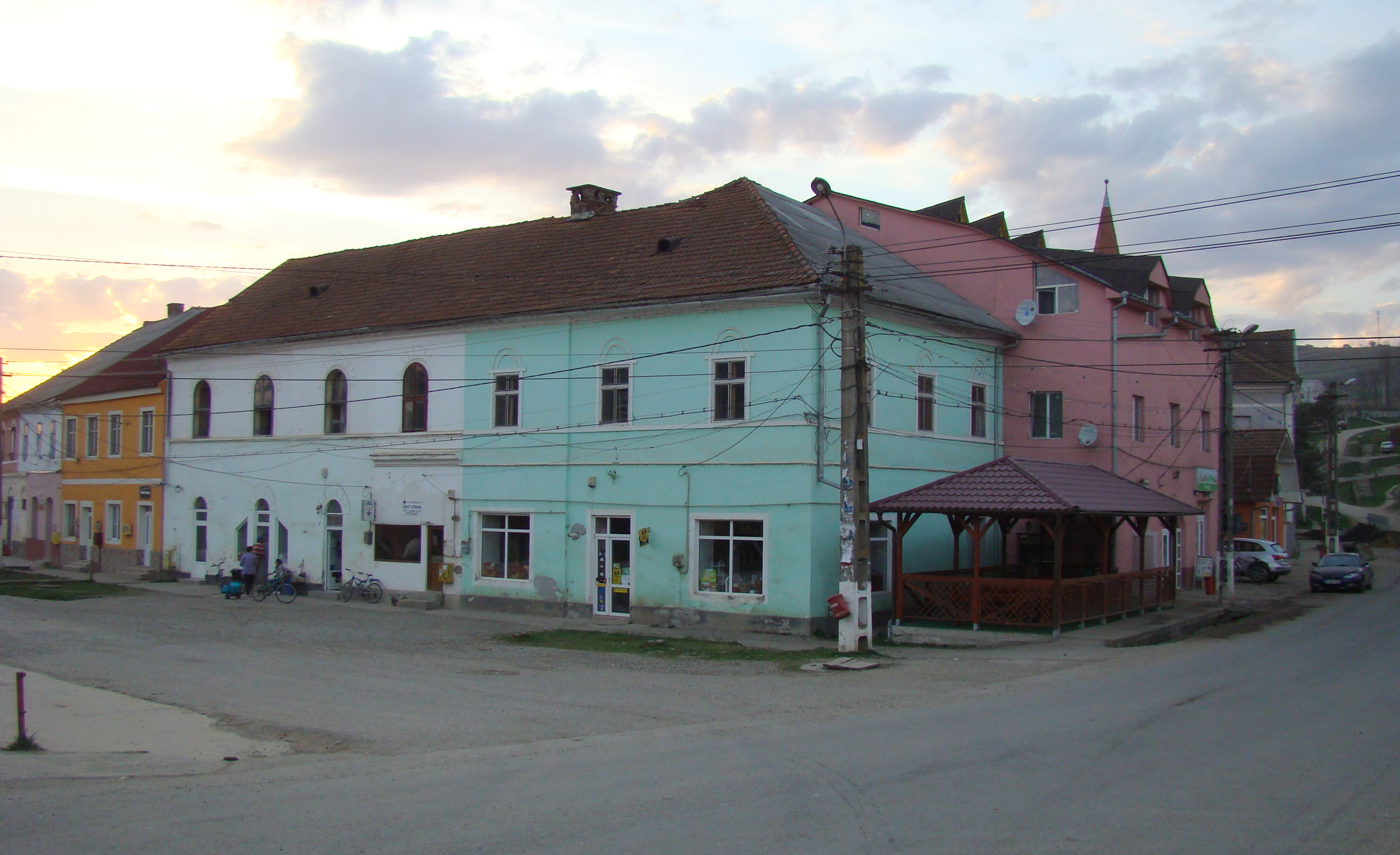
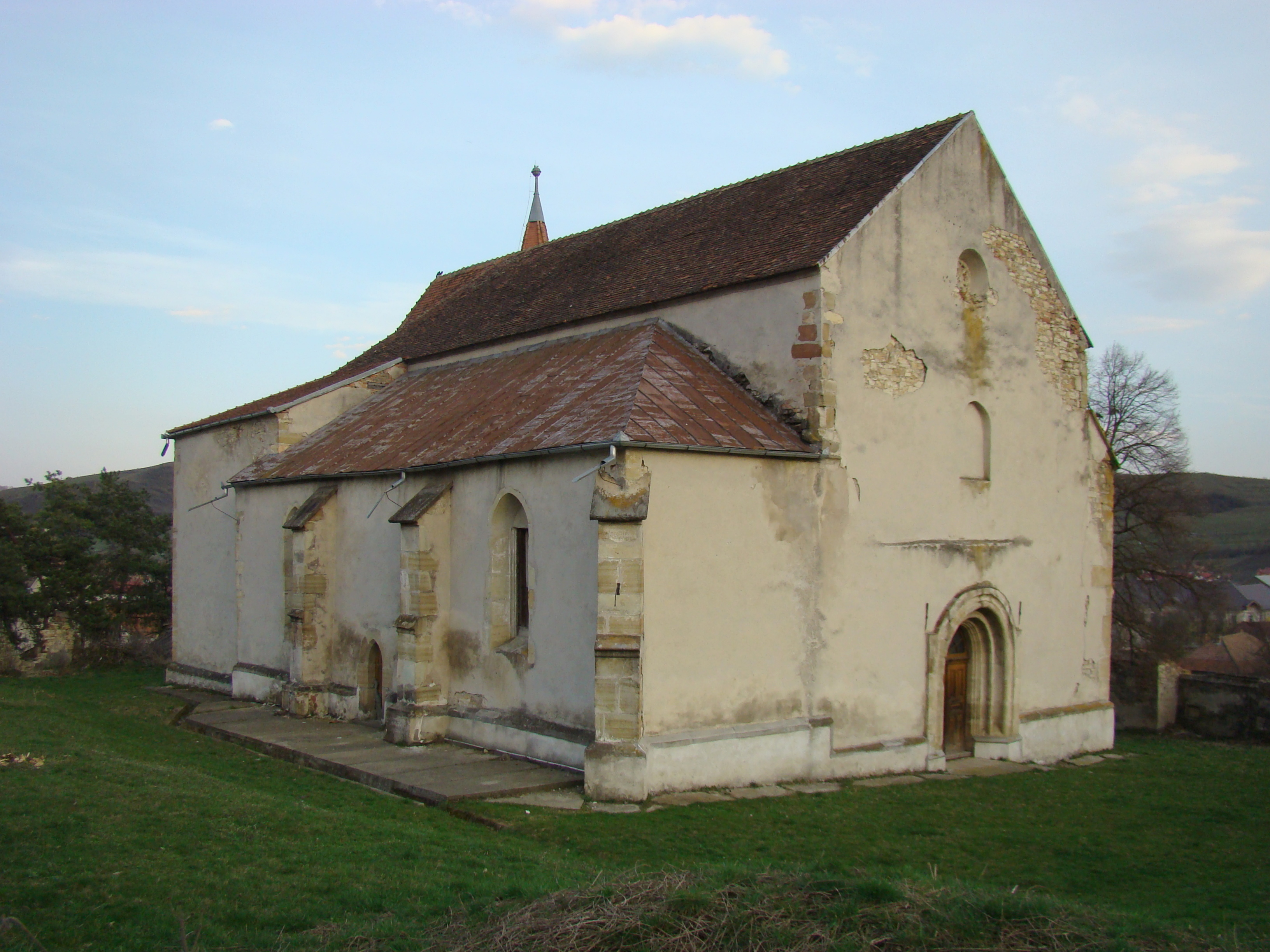
Biserica reformată, fostă evanghelică, fostă romano-catolică (monument istoric)
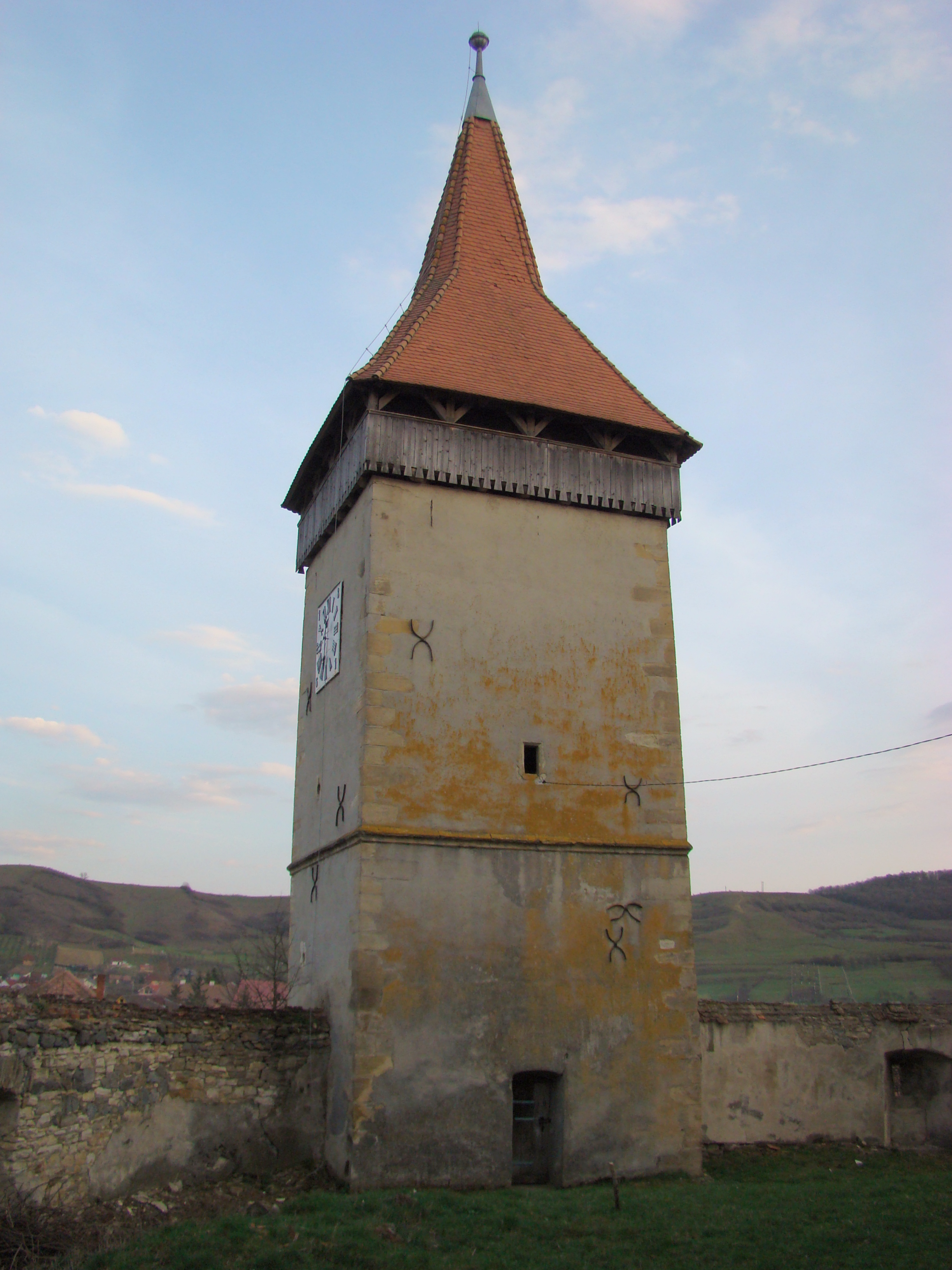
Turnul bisericii reformate, fostă evanghelică
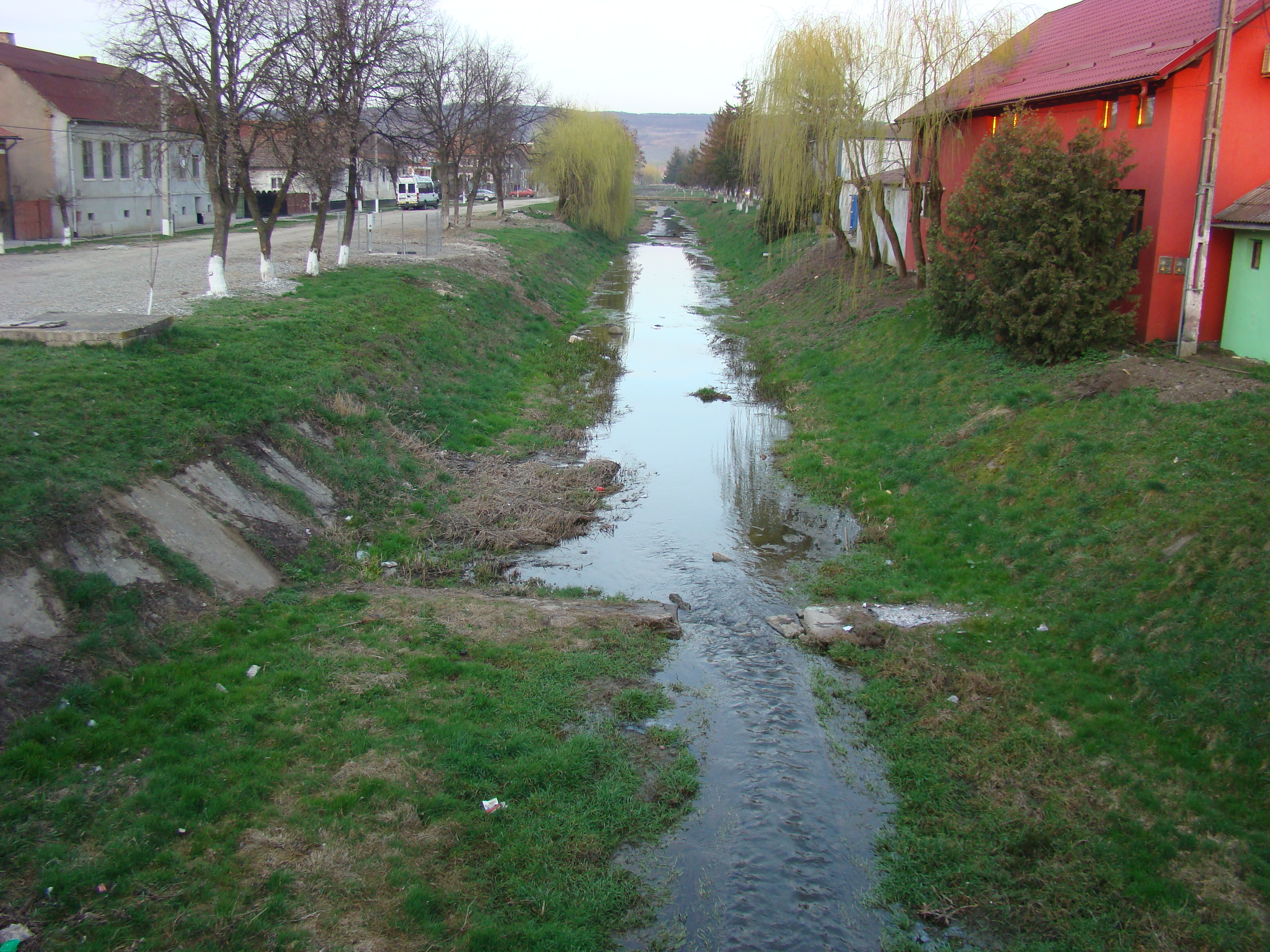
Râul Lechința
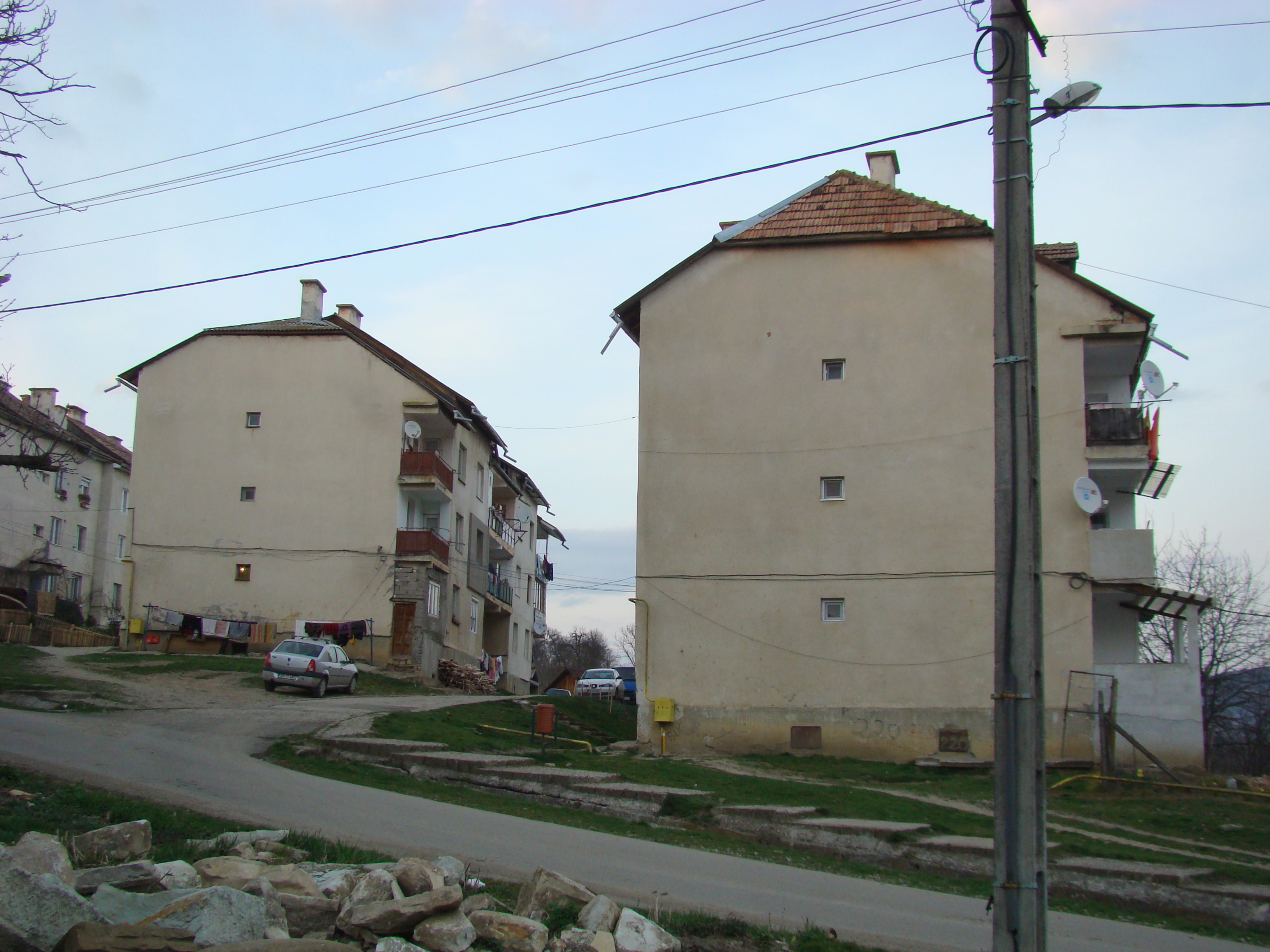
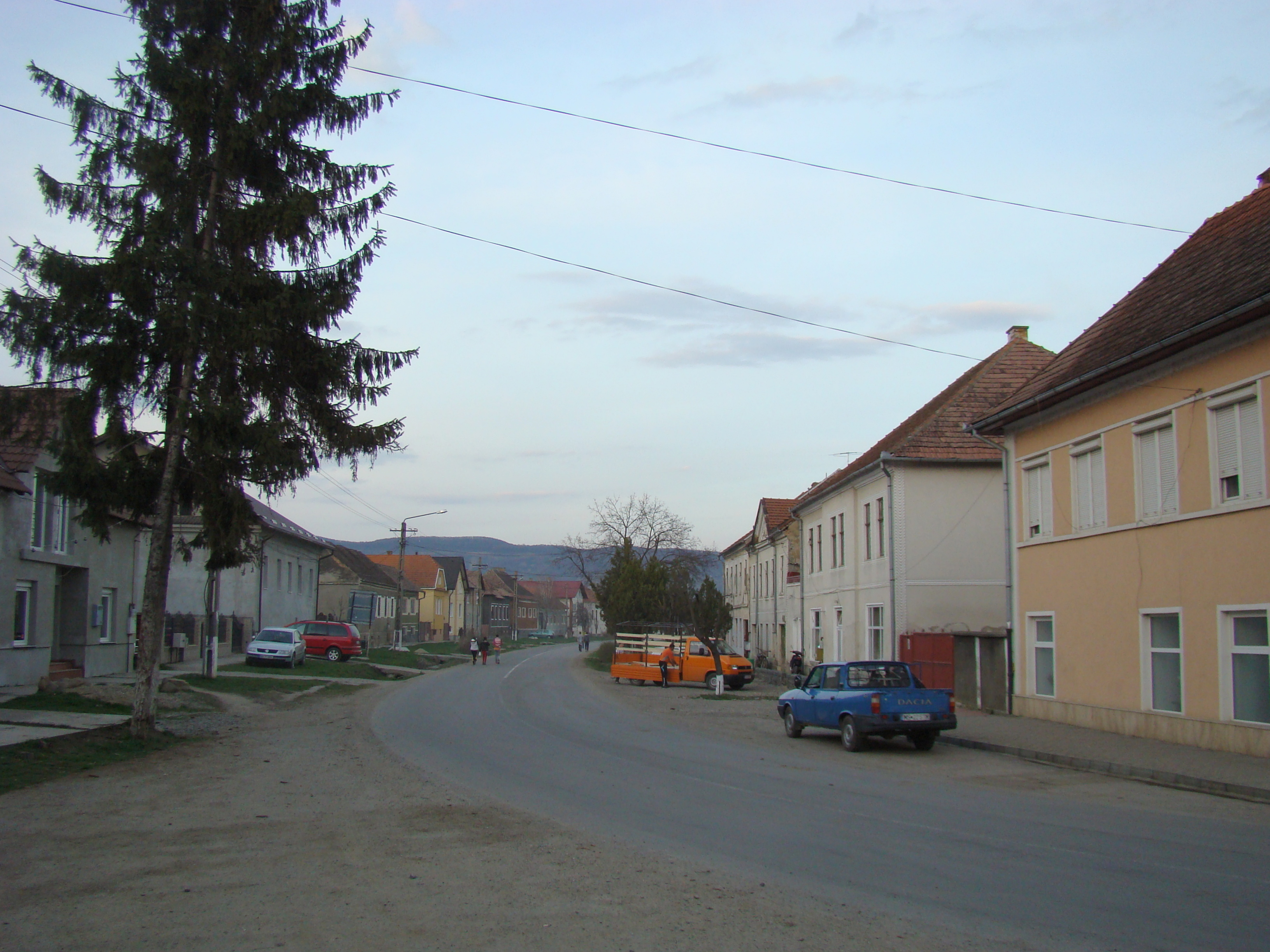